# Films américains sortis en 1932
Listes de films américains
- 1928
- 1929
- 1930
- 1931
- 1932
- 1933
- 1934
- 1935
- 1936

Liste de films américains sortis en 1932. 
Grand Hotel remporte le prix du meilleur film à la 5e cérémonie des Oscars.

## A-Z (ordre alphabétique des titres en anglais)
| Titre                                                                  | Réalisateur                 | Distribution                                           | Genre                           | Note |
| ---------------------------------------------------------------------- | --------------------------- | ------------------------------------------------------ | ------------------------------- | ---- |
| 20,000 Years in Sing Sing                                              | Michael Curtiz              | Spencer Tracy, Bette Davis, Arthur Byron               | Drame, Crime                    |      |
| Afraid to Talk                                                         | Edward L. Cahn              | Sidney Fox, Eric Linden, Louis Calhern                 | Drame, Crime                    |      |
| The Age of Consent                                                     | Gregory La Cava             | Dorothy Wilson, Arline Judge, John Halliday            | Drame                           |      |
| Air Mail                                                               | John Ford                   | Ralph Bellamy, Pat O'Brien, Gloria Stuart              | Drame, Aventure                 |      |
| American Madness                                                       | Frank Capra                 | Walter Huston, Pat O'Brien, Kay Johnson                | Drame                           |      |
| Comme tu me veux (As You Desire Me)                                    | George Fitzmaurice          | Greta Garbo, Melvyn Douglas, Erich von Stroheim        | Drame                           |      |
| Attorney for the Defense                                               | Irving Cummings             | Edmund Lowe, Constance Cummings, Evelyn Brent          | Drame                           |      |
| Back Street                                                            | John M. Stahl               | Irene Dunne, John Boles, ZaSu Pitts                    | Drame                           |      |
| The Beast of the City                                                  | Charles Brabin              | Walter Huston, Jean Harlow, Wallace Ford               | Drame, Crime                    |      |
| Behind the Mask                                                        | John Francis Dillon         | Jack Holt, Boris Karloff, Constance Cummings           | Drame, Film d'horreur           |      |
| The Big Broadcast                                                      | Frank Tuttle                | Bing Crosby, George Burns, Gracie Allen                | Comédie, Musical                |      |
| Big City Blues                                                         | Mervyn LeRoy                | Eric Linden, Joan Blondell, Walter Catlett             | Drame                           |      |
| The Big Stampede                                                       | Tenny Wright                | John Wayne, Noah Beery                                 | Western                         |      |
| The Bitter Tea of General Yen                                          | Frank Capra                 | Barbara Stanwyck, Nils Asther, Toshia Mori             | Drame, film de guerre           |      |
| A Bill of Divorcement                                                  | George Cukor                | John Barrymore, Billie Burke, Katharine Hepburn        | Drame                           |      |
| Bird of Paradise                                                       | King Vidor                  | Dolores del Río, Joel McCrea                           | Film d'amour                    |      |
| Blonde Venus                                                           | Josef von Sternberg         | Marlene Dietrich, Herbert Marshall, Cary Grant         | Drame                           |      |
| Border Devils                                                          | William Nigh                | Gabby Hayes, Kathleen Collins, Harry Carey             | Western                         |      |
| Broken Lullaby                                                         | Ernst Lubitsch              | Lionel Barrymore, Nancy Carroll                        | Drame                           |      |
| The Broken Wing                                                        | Lloyd Corrigan              | Lupe Vélez, Melvyn Douglas, Leo Carrillo               | Drame, Western                  |      |
| Business and Pleasure                                                  | David Butler                | Will Rogers, Joel McCrea, Dorothy Peterson             | Comédie                         |      |
| By Whose Hand?                                                         | Benjamin Stoloff            | Ben Lyon, Barbara Weeks, Tom Dugan                     | Comédie, Drame                  |      |
| The Cabin in the Cotton                                                | Michael Curtiz              | Bette Davis, Richard Barthelmess, Dorothy Jordan       | Drame                           |      |
| Call Her Savage                                                        | John Francis Dillon         | Clara Bow, Thelma Todd, Gilbert Roland                 | Drame                           |      |
| Central Park                                                           | John G. Adolfi              | Joan Blondell, Wallace Ford, Guy Kibbee                | Drame, crime                    |      |
| Charlie Chan's Chance                                                  | John G. Blystone            | Warner Oland, Marian Nixon, H. B. Warner               | Drame, film à énigme            |      |
| Cock of the Air                                                        | Tom Buckingham              | Chester Morris, Billie Dove, Walter Catlett            | Comédie                         |      |
| The Conquerors                                                         | William A. Wellman          | Richard Dix, Edna May Oliver, Guy Kibbee               | Drame                           |      |
| The Crooked Circle                                                     | H. Bruce Humberstone        | ZaSu Pitts, Ben Lyon, James Gleason                    | Comédie, policier               |      |
| The Crowded Roars                                                      | Cullen Landis               | James Cagney, Joan Blondell, Eric Linden               | Aventure                        |      |
| Dancers in the Dark                                                    | David Burton                | Miriam Hopkins, George Raft                            | Drame                           |      |
| The Dark Horse                                                         | Alfred E. Green             | Bette Davis, Warren William, Guy Kibbee                | Comédie, Drame                  |      |
| The Dentist                                                            | Leslie Pearce               | W. C. Fields, Marjorie Kane                            | Comédie                         |      |
| Destry Rides Again                                                     | Benjamin Stoloff            | Tom Mix, Claudia Dell, ZaSu Pitts                      | Western                         |      |
| Doctor X                                                               | Michael Curtiz              | Fay Wray, Lionel Atwill, Lee Tracy                     | Drame, Film d'horreur           |      |
| Downstairs                                                             | Monta Bell                  | John Gilbert, Paul Lukas, Hedda Hopper                 | Drame                           |      |
| The Drifter                                                            | William A. O'Connor         | William Farnum, Noah Beery, Phyllis Barrington         | Drame                           |      |
| Duke le rebelle                                                        | Fred Allen                  | John Wayne, Otis Harlan, Ruth Hall                     | Western                         |      |
| Emma                                                                   | Clarence Brown              | Marie Dressler, Richard Cromwell, Jean Hersholt        | Comédie, Drame                  |      |
| End of the Trail                                                       | D. Ross Lederman            | Tim McCoy, Luana Walters, Wheeler Oakman               | Western, Drame                  |      |
| The Expert                                                             | Archie Mayo                 | Chic Sale, Dickie Moore, Lois Wilson                   | Comédie, Drame                  |      |
| Faithless                                                              | Harry Beaumont              | Tallulah Bankhead, Robert Montgomery, Hugh Herbert     | Drame                           |      |
| A Farewell to Arms                                                     | Frank Borzage               | Gary Cooper, Helen Hayes, Adolphe Menjou               | Drame, War                      |      |
| Fast Life                                                              | Harry A. Pollard            | William Haines, Madge Evans, Conrad Nagel              | Comédie                         |      |
| Final Edition                                                          | Howard Higgin               | Pat O'Brien, Mae Clarke, Bradley Page                  | Drame                           |      |
| The First Years                                                        | Mildred Lloyd               | Janet Gaynor et Charles Farrell                        |                                 |      |
| Flowers and Trees                                                      | Burt Gillett                |                                                        | Animation                       |      |
| Forbidden                                                              | Frank Capra                 | Barbara Stanwyck, Adolphe Menjou, Ralph Bellamy        | Drame                           |      |
| Freaks                                                                 | Tod Browning                | Wallace Ford, Leila Hyams, Olga Baclanova              | Drame, Film d'horreur           |      |
| The Girl from Chicago                                                  | Oscar Micheaux              | Grace Smith, Carl Mahon, Juano Hernandez               | Drame                           |      |
| Gold                                                                   | Otto Brower                 | Jack Hoxie, Alice Day, Lafe McKee                      | Western                         |      |
| Grand Hotel                                                            | Edmund Goulding             | Greta Garbo, John Barrymore, Joan Crawford             | Drame                           |      |
| Guilty as Hell                                                         | Erle C. Kenton              | Edmund Lowe, Victor McLaglen, Richard Arlen            | Film à énigme, Comédie          |      |
| The Half Naked Truth                                                   | Gregory La Cava             | Lupe Vélez, Lee Tracy, Franklin Pangborn               | Comédie                         |      |
| Harlem Is Heaven                                                       | Irwin Franklyn              | Anise Boyer, Bill Robinson, Eubie Blake                | Musical                         |      |
| Le Fantôme                                                             | Mack V. Wright              | John Wayne, Sheila Terry, Blue Washington              | Western                         |      |
| Hell's House                                                           | Howard Higgin               | Bette Davis, Pat O'Brien, Junior Durkin                | Drame                           |      |
| Horse Feathers                                                         | Norman Z. McLeod            | Groucho Marx, Chico Marx, Thelma Todd                  | Comédie                         |      |
| I Am a Fugitive from a Chain Gang                                      | Mervyn LeRoy                | Paul Muni, Glenda Farrell, Allen Jenkins               | Drame                           |      |
| If I Had a Million                                                     | James Cruze, Ernst Lubitsch | Gary Cooper, Charles Laughton, W. C. Fields            | Comédie, Drame                  |      |
| Impatient Maiden                                                       | James Whale                 | Lew Ayres, Mae Clarke, Una Merkel                      | Drame                           |      |
| Island of Lost Souls                                                   | Erle C. Kenton              | Charles Laughton, Richard Arlen, Bela Lugosi           | Science fiction, film d'horreur |      |
| It's Tough To Be Famous                                                | Cullen Landis               | Mary Brian, Oscar Apfel et Douglas Fairbanks Jr.       | Comédie                         |      |
| Jewel Robbery                                                          | William Dieterle            | William Powell, Kay Francis, Helen Vinson              | Comédie, Crime                  |      |
| Ladies of the Jury                                                     | Lowell Sherman              | Edna May Oliver, Jill Esmond, Roscoe Ates              | Comédie                         |      |
| The Last Mile                                                          | Samuel Bischoff             | Preston Foster, Howard Phillips                        | Drame                           |      |
| Law and Order                                                          | Edward L. Cahn              | Walter Huston, Harry Carey, Harry Woods                | Western                         |      |
| The Local Bad Man                                                      | Otto Brower                 | Hoot Gibson, Sally Blane                               | Western                         |      |
| Love Affair                                                            | Thornton Freeland           | Dorothy Mackaill, Humphrey Bogart, Hale Hamilton       | Drame                           |      |
| Love Me Tonight                                                        | Rouben Mamoulian            | Jeanette MacDonald, Maurice Chevalier, Charles Ruggles | Musical                         |      |
| Madame Butterfly                                                       | Marion Gering               | Sylvia Sidney, Cary Grant, Irving Pichel               | Drame                           |      |
| Madame Racketeer                                                       | Alexander Hall              | Alison Skipworth, Richard Bennett, George Raft         | Comédie                         |      |
| Madison Square Garden                                                  | Harry Joe Brown             | Jack Oakie, Marian Nixon, Thomas Meighan               | Drame, Sports                   |      |
| Make Me a Star                                                         | William Beaudine            | Joan Blondell, Stuart Erwin, ZaSu Pitts                | Comédie                         |      |
| The Man Who Played God                                                 | John G. Adolfi              | Bette Davis, George Arliss, Violet Heming              | Drame                           |      |
| Merrily We Go to Hell                                                  | Dorothy Arzner              | Fredric March, Sylvia Sidney, Cary Grant               | Comédie, Drame                  |      |
| Midnight Warning                                                       | Spencer Gordon Bennet       | John Harron, Claudia Dell                              | Drame, Film à énigme            |      |
| The Midshipmaid                                                        | Lloyd Hughes                | Jessie Matthews et Basil Sydney                        |                                 |      |
| Million Dollar Legs                                                    | Edward F. Cline             | W. C. Fields, Jack Oakie, Hugh Herbert                 | Comédie                         |      |
| Les Chasses du comte Zaroff                                            | Irving Pichel               | Joel McCrea, Fay Wray, Robert Armstrong                | Aventure, Thriller              |      |
| The Mouthpiece                                                         | Elliot Nugent               | Warren William, Sidney Fox                             | Crime                           |      |
| Movie Crazy                                                            | Clyde Bruckman              | Harold Lloyd, Constance Cummings, Kenneth Thomson      | Comédie                         |      |
| The Mummy                                                              | Karl Freund                 | Boris Karloff, Zita Johann, David Manners              | Drame, Film d'horreur           |      |
| Murders in the Rue Morgue                                              | Robert Florey               | Bela Lugosi, Sidney Fox, Leon Ames                     | Crime, Film d'horreur           |      |
| Mystery Ranch                                                          | David Howard                | Charles Middleton, Cecilia Parker, George O'Brien      | Western                         |      |
| Night After Night                                                      | Archie Mayo                 | George Raft, Constance Cummings, Mae West              | Comédie dramatique              |      |
| Night Court                                                            | W. S. Van Dyke              | Walter Huston, Anita Page, Phillips Holmes             | Drame, Crime                    |      |
| Officer 13                                                             | George Melford              | Monte Blue, Lila Lee, Mickey Rooney                    | Drame, Crime                    |      |
| The Old Dark House                                                     | James Whale                 | Boris Karloff, Melvyn Douglas, Charles Laughton        | Comedy Film d'horreur           |      |
| One Hour with You                                                      | Ernst Lubitsch              | Jeanette MacDonald, Maurice Chevalier, Genevieve Tobin | Musical                         |      |
| One Way Passage                                                        | Tay Garnett                 | William Powell, Kay Francis, Aline MacMahon            | Drame                           |      |
| Pack Up Your Troubles                                                  | George Marshall             | Stan Laurel, Oliver Hardy, Don Dillaway                | Comédie                         |      |
| Payment Deferred                                                       | Lothar Mendes               | Charles Laughton, Maureen O'Sullivan                   | Crime thriller                  |      |
| Prestige                                                               | Tay Garnett                 | Adolphe Menjou, Melvyn Douglas, Ann Harding            | Drame                           |      |
| Prosperity                                                             | Sam Wood                    | Marie Dressler, Polly Moran, Anita Page                | Comédie, Drame                  |      |
| The Purchase Price                                                     | Cullen Landis               | Barbara Stanwyck et George Brent                       | Mélodrame                       |      |
| Rain                                                                   | Lewis Milestone             | Joan Crawford, Walter Huston                           | Drame                           |      |
| Rasputin and the Empress                                               | Charles Brabin              | John Barrymore, Lionel Barrymore, Ethel Barrymore      | Drame                           |      |
| Rebecca of Sunnybrook Farm                                             | Alfred Santell              | Marian Nixon, Mae Marsh, Ralph Bellamy                 | Drame                           |      |
| Red Dust                                                               | Victor Fleming              | Clark Gable, Jean Harlow, Mary Astor                   | Drame                           |      |
| Red Haired Alibi                                                       | Christy Cabanne             | Merna Kennedy, Theodore von Eltz, Grant Withers        | Drame                           |      |
| La Femme aux cheveux rouges                                            | Jack Conway                 | Jean Harlow, Chester Morris, Charles Boyer             | Comédie                         |      |
| Ridin' for Justice                                                     | D. Ross Lederman            | Buck Jones, Mary Doran, Russell Simpson                | Western                         |      |
| Rome Express                                                           | Lloyd Hughes                | Esther Ralston, Conrad Veidt                           |                                 |      |
| The Savage Girl                                                        | Harry L. Fraser             | Rochelle Hudson, Walter Byron, Harry Myers             | Aventure                        |      |
| Scarface                                                               | Howard Hawks                | Paul Muni, Ann Dvorak, George Raft                     | Drame, policier                 |      |
| Shanghai Express                                                       | Josef von Sternberg         | Marlene Dietrich, Anna May Wong, Clive Brook           | Aventure, Drame                 |      |
| The Sign of the Cross                                                  | Cecil B. DeMille            | Fredric March, Claudette Colbert, Charles Laughton     | Biblical epic                   |      |
| The Silent Witness                                                     | R.L. Hough                  | Lionel Atwill, Greta Nissen, Helen Mack                | Drame, film à énigme            |      |
| Smilin' Through                                                        | Sidney Franklin             | Norma Shearer, Fredric March, Leslie Howard            | Romance                         |      |
| State's Attorney                                                       | George Archainbaud          | John Barrymore, Helen Twelvetrees, William Boyd        | Drame                           |      |
| Strange Interlude                                                      | Robert Z. Leonard           | Norma Shearer, Clark Gable                             | Drame                           |      |
| L'Étrange Passion de Molly Louvain (The Strange Love of Molly Louvain) | Michael Curtiz              | Ann Dvorak, Lee Tracy                                  | Drame                           |      |
| Tarzan, l'homme singe                                                  | W. S. Van Dyke              | Maureen O'Sullivan, Johnny Weissmuller, Neil Hamilton  | Aventure                        |      |
| Taxi!                                                                  | Roy Del Ruth                | James Cagney, Loretta Young                            | Drame                           |      |
| Texas Cyclone                                                          | D. Ross Lederman            | Tim McCoy, John Wayne                                  | Western                         |      |
| There Goes the Bride                                                   | Lloyd Hughes                | Jessie Matthews et Roland Culver                       | Comédie Musicale                |      |
| They Just Had to Get Married                                           | Edward Ludwig               | Slim Summerville, ZaSu Pitts, Roland Young             | Comédie                         |      |
| Thirteen Women                                                         | George Archainbaud          | Myrna Loy, Irene Dunne, Ricardo Cortez                 | Thriller                        |      |
| The Thirteenth Guest                                                   | Albert Ray                  | Ginger Rogers                                          | Drame                           |      |
| Three on a Match                                                       | Mervyn LeRoy                | Joan Blondell, Bette Davis, Humphrey Bogart            | Drame, Crime                    |      |
| Tiger Shark                                                            | Howard Hawks                | Edward G. Robinson, Richard Arlen                      | Drame                           |      |
| Trouble in Paradise                                                    | Ernst Lubitsch              | Miriam Hopkins, Kay Francis, Herbert Marshall          | Comédie romantique              |      |
| Two Against the World (en)                                             | Archie Mayo                 | Constance Bennett, Neil Hamilton                       | Drame                           |      |
| Two Seconds                                                            | Mervyn LeRoy                | Edward G. Robinson, Guy Kibbee                         | Crime                           |      |
| Unashamed                                                              | Gustav Diessl               | Robbie Young, Helen Twelvetrees, Louise Beavers        | Mélodrame                       |      |
| Under-Cover Man                                                        | Lloyd Hughes                | George Raft, Nancy Carroll, Roscoe Karns               | Film Policier                   |      |
| Union Depot                                                            | Alfred E. Green             | Douglas Fairbanks Jr., Joan Blondell                   |                                 |      |
| Vanity Fair                                                            | Chester M. Franklin         | Myrna Loy, Conway Tearle                               | Drame                           |      |
| Virtue                                                                 | Edward Buzzell              | Carole Lombard, Pat O'Brien                            | Romance                         |      |
| War Babies                                                             | Charles Lamont              | Shirley Temple, Georgie Smith                          | Comédie                         |      |
| Weekend Marriage                                                       | Cullen Landis               | Loretta Young, Norman Foster, George Brent             | Romance                         |      |
| Westward Passage                                                       | Robert Milton               | Ann Harding, Laurence Olivier                          | Drame                           |      |
| What Price Hollywood?                                                  | George Cukor                | Constance Bennett, Neil Hamilton                       | Drame                           |      |
| White Zombie                                                           | Victor Halperin             | Bela Lugosi, Madge Bellamy, Joseph Cawthorn            | Film d'horreur                  |      |
| Winner Take All                                                        | Roy Del Ruth                | James Cagney, Marian Nixon                             | Drame                           |      |
| You Said a Mouthful                                                    | Charles Farrell             | Joey Brown et Ginger Rogers                            | Comédie                         |      |
| Young America                                                          | Frank Borzage               | Spencer Tracy, Doris Kenyon                            | Drame                           |      |
| Young Bride                                                            | William A. Seiter           | Helen Twelvetrees et Eric Linden                       | Drame                           |      |